# Hans Christian af Slesvig-Holsten-Sønderborg
Hans Christian, hertug af Slesvig-Holsten-Sønderborg (26. april 1607 – 30. juni 1653) var en af de mange afdelte sønderborgske hertuger. Han var hertug af Slesvig-Holsten-Sønderborg fra 1627 til 1653.
Han var søn af Hertug Alexander af Slesvig-Holsten-Sønderborg. Ved faderens død i 1627 blev han gjort til enearving i faderens lille hertugdømme. Han blev efterfulgt som hertug af sin eneste overlevende søn Christian Adolf.

## Biografi
Hans Christian var ældste søn af hertug Alexander og Dorothea af Schwarzburg-Sondershausen. Han blev født den 26. april 1607 på faderens gods Haus Beck i Westfalen.
Pinselørdag 12. maj 1627, dagen før sin død, gjorde faderen testamente og indsatte herved Hans Christian til eneste arving af sit len, hvilket han også kundgjorde for sin forsamlede familie og de tilstedeværende tjenere. Enkehertuginde Dorothea overtog dog lenets styrelse, indtil brødrene den 17. december 1633 bragte faderens testamente til udførelse ved en arveoverenskomst, der pålagde Hans Christian udredelsen af store årlige deputater til moderen, søsteren og de 6 brødre (8600 Rdl.) foruden damernes standsmæssige underhold på Sønderborg Slot med 24 adelige og uadelige folk. Dertil kom, at lenet var i høj grad forgældet. Kort efter, 6. februar 1634, fik brødrene ved forliget i Egernførde en fjerdedel af Ærø, Gudsgave len, i arv efter deres farbroder Christian; det blev lagt til Sønderborg, og der blev straks efter optaget et stort lån i det.
Hans Christian giftede sig den 4. november 1634 med Anna af Delmenhorst, en datter af grev Anton 2. af Delmenhorst. Han døde 30. juni 1653 i Sønderborg og blev gravsat i gravkapellet på Sønderborg Slot. Ved sin død efterlod han sit len i en uhjælpelig gæld og pengenød. Enkehertuginde Anna styrede det som formynderske for sin umyndige søn Christian Adolf, der forlenedes i november 1663. Hun havde sit enkesæde på Gammelgaard og døde den 12. december 1668.

## Børn
| Navn                | Født | Død  | Bemærkninger                                                                                         |
| ------------------- | ---- | ---- | --- |
| Dorothea Augusta    | 1636 | 1662 | Gift med Landgrev Georg 3. af Hessen-Itter                                                           |
| Christine Elisabeth | 1638 | 1679 | Gift med Hertug Johan Ernst 2. af Sachsen-Weimar                                                     |
| Hans Frederik       | 1639 | 1649 | |
| Christian Adolf     | 1641 | 1702 | Hertug af Slesvig-Holsten-Sønderborg 1653–1667 Gift 1676 med Eleonore Charlotte af Sachsen-Lauenburg |

## Eksterne links
- Hans den Yngres efterkommere